# Mark Hanna
Mark Hanna (Lisbon, 1837. szeptember 24. – Washington, 1904. február 15.) az Amerikai Egyesült Államok szenátora (Ohio, 1897–1904).